# 24h Le Mans 1979

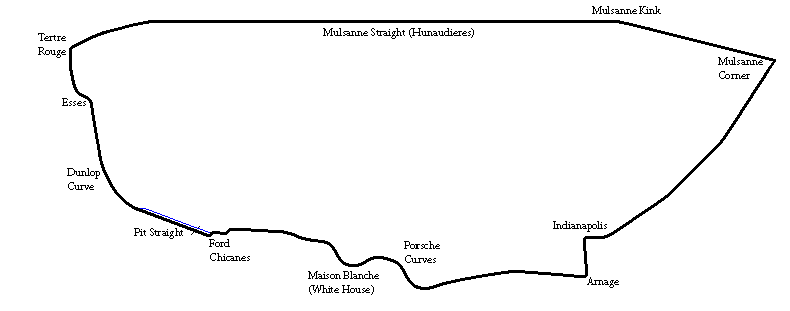
Tor Circuit de la Sarthe

24h Le Mans 1979 – 24–godzinny wyścig rozegrany na torze Circuit de la Sarthe w dniach 9–10 czerwca 1979 roku.

## Wyniki
Źródło: experiencelemans.com
| Poz.  | Klasa     | Nr | Zespół                                                  | Kierowcy                                                     | Nadwozie                            | Okr. |
| Poz.  | Klasa     | Nr | Zespół                                                  | Kierowcy                                                     | Silnik                              | Okr. |
| ----- | --------- | -- | ------------------------------------------------------- | ------------------------------------------------------------ | ----------------------------------- | ---- |
| 1     | Gr.5 +2.0 | 41 | Porsche Kremer Racing                                   | Klaus Ludwig Don Whittington Bill Whittington                | Porsche 935 K3                      | 307  |
| 1     | Gr.5 +2.0 | 41 | Porsche Kremer Racing                                   | Klaus Ludwig Don Whittington Bill Whittington                | Porsche Type-935 3.0 L Turbo Flat-6 | 307  |
| 2     | IMSA +2.5 | 70 | Dick Barbour Racing                                     | Rolf Stommelen Paul Newman Dick Barbour                      | Porsche 935/77A                     | 299  |
| 2     | IMSA +2.5 | 70 | Dick Barbour Racing                                     | Rolf Stommelen Paul Newman Dick Barbour                      | Porsche Type-935 3.0 L Turbo Flat-6 | 299  |
| 3     | Gr.5 +2.0 | 40 | Porsche Kremer Racing                                   | Laurent Ferrier François Sérvanin François Trisconi          | Porsche 935/77A                     | 297  |
| 3     | Gr.5 +2.0 | 40 | Porsche Kremer Racing                                   | Laurent Ferrier François Sérvanin François Trisconi          | Porsche Type-935 3.0 L Turbo Flat-6 | 297  |
| 4     | GT +3.0   | 82 | Lubrifilm Racing Team                                   | Herbert Müller Angelo Pallavicini Marco Vanoli               | Porsche 934                         | 296  |
| 4     | GT +3.0   | 82 | Lubrifilm Racing Team                                   | Herbert Müller Angelo Pallavicini Marco Vanoli               | Porsche 3.0 L Turbo Flat-6          | 296  |
| 5     | S +2.0    | 5  | VSD Canon Jean Rondeau                                  | Jean Ragnotti Bernard Darniche                               | Rondeau M379                        | 292  |
| 5     | S +2.0    | 5  | VSD Canon Jean Rondeau                                  | Jean Ragnotti Bernard Darniche                               | Ford Cosworth DFV 3.0 L V8          | 292  |
| 6     | IMSA +2.5 | 76 | Hervé Poulain                                           | Manfred Winkelhock Marcel Mignot Hervé Poulain               | BMW M1                              | 288  |
| 6     | IMSA +2.5 | 76 | Hervé Poulain                                           | Manfred Winkelhock Marcel Mignot Hervé Poulain               | BMW M88 3.5 L I6                    | 288  |
| 7     | Gr.5 +2.0 | 42 | Sekurit Racing Autohaus Max Moritz GmbH                 | Edgar Dören Dieter Schornstein Götz von Tschirnhaus          | Porsche 935/77A                     | 283  |
| 7     | Gr.5 +2.0 | 42 | Sekurit Racing Autohaus Max Moritz GmbH                 | Edgar Dören Dieter Schornstein Götz von Tschirnhaus          | Porsche Type-935 3.0 L Turbo Flat-6 | 283  |
| 8     | IMSA +2.5 | 72 | Dick Barbour Racing                                     | Edwin Abate Bob Garretson Skeeter McKitterick                | Porsche 935/78                      | 283  |
| 8     | IMSA +2.5 | 72 | Dick Barbour Racing                                     | Edwin Abate Bob Garretson Skeeter McKitterick                | Porsche Type-935 3.0 L Turbo Flat-6 | 283  |
| 9     | IMSA +2.5 | 73 | Wynn's International Dick Barbour Racing                | Robert Kirby Bob Harmon John Hotchkis                        | Porsche 935/78                      | 280  |
| 9     | IMSA +2.5 | 73 | Wynn's International Dick Barbour Racing                | Robert Kirby Bob Harmon John Hotchkis                        | Porsche Type-935 3.0 L Turbo Flat-6 | 280  |
| 10    | S +2.0    | 4  | ITT Oceanic Jean Rondeau                                | Henri Pescarolo Jean-Pierre Beltoise                         | Rondeau M379                        | 279  |
| 10    | S +2.0    | 4  | ITT Oceanic Jean Rondeau                                | Henri Pescarolo Jean-Pierre Beltoise                         | Ford Cosworth DFV 3.0 L V8          | 279  |
| 11    | Gr.5 +2.0 | 43 | Claude Haldi                                            | Claude Haldi Herbert Loewe Rodrigo Terran                    | Porsche 935                         | 275  |
| 11    | Gr.5 +2.0 | 43 | Claude Haldi                                            | Claude Haldi Herbert Loewe Rodrigo Terran                    | Porsche Type-935 3.0 L Turbo Flat-6 | 275  |
| 12    | IMSA +2.5 | 61 | „Beurlys”                                               | Nick Faure Steve O’Rourke Bernard de Dryver Jean Blaton      | Ferrari 512BB/LM                    | 274  |
| 12    | IMSA +2.5 | 61 | „Beurlys”                                               | Nick Faure Steve O’Rourke Bernard de Dryver Jean Blaton      | Ferrari 4.9 L Flat-12               | 274  |
| 13    | Gr.5 +2.0 | 45 | Porsche Kremer Racing                                   | Axel Plankenhorn Philippe Gurdjian „John Winter”             | Porsche 935 K3                      | 273  |
| 13    | Gr.5 +2.0 | 45 | Porsche Kremer Racing                                   | Axel Plankenhorn Philippe Gurdjian „John Winter”             | Porsche Type-935 3.0 L Turbo Flat-6 | 273  |
| 14    | GTP +3.0  | 52 | WM A.E.R.E.M.                                           | Jean-Daniel Raulet Marcel Mamers Serge Saulnier              | WM P79                              | 272  |
| 14    | GTP +3.0  | 52 | WM A.E.R.E.M.                                           | Jean-Daniel Raulet Marcel Mamers Serge Saulnier              | Peugeot PRV 2.7 L Turbo V6          | 272  |
| 15    | Gr.5 +2.0 | 39 | ASA Cachia                                              | Jacques Guérin „Chanaud” Frédéric Alliot                     | Porsche 935                         | 268  |
| 15    | Gr.5 +2.0 | 39 | ASA Cachia                                              | Jacques Guérin „Chanaud” Frédéric Alliot                     | Porsche Type-935 3.0 L Turbo Flat-6 | 268  |
| 16    | GT +3.0   | 86 | Kores Racing                                            | Georges Bourdillat Pascal Ennequin Alain-Michel Bernhard     | Porsche 934                         | 265  |
| 16    | GT +3.0   | 86 | Kores Racing                                            | Georges Bourdillat Pascal Ennequin Alain-Michel Bernhard     | Porsche 3.0 L Turbo Flat-6          | 265  |
| 17    | S 2.0     | 29 | Mogil Motors Ltd.                                       | Robin Smith Tony Charnell Richard Jones                      | Chevron B36                         | 265  |
| 17    | S 2.0     | 29 | Mogil Motors Ltd.                                       | Robin Smith Tony Charnell Richard Jones                      | Ford Cosworth BDG 2.0 L I4          | 265  |
| 18    | S 2.0     | 24 | Dorset Racing Associates                                | Brian Joscelyne Tony Birchenhough Richard Jenvey Nick Mason  | Lola T297                           | 260  |
| 18    | S 2.0     | 24 | Dorset Racing Associates                                | Brian Joscelyne Tony Birchenhough Richard Jenvey Nick Mason  | Ford Cosworth BDX 2.0 L I4          | 260  |
| 19    | GT +3.0   | 84 | Anne-Charlotte Verney                                   | Anne-Charlotte Verney Patrick Bardinon René Metge            | Porsche 934                         | 251  |
| 19    | GT +3.0   | 84 | Anne-Charlotte Verney                                   | Anne-Charlotte Verney Patrick Bardinon René Metge            | Porsche 3.0 L Turbo Flat-6          | 251  |
| 20    | S +2.0    | 15 | Fisons Agricole – Simon Phillips                        | Martin Raymond Simon Phillips Ray Mallock                    | De Cadenet-Lola T380                | 250  |
| 20    | S +2.0    | 15 | Fisons Agricole – Simon Phillips                        | Martin Raymond Simon Phillips Ray Mallock                    | Ford Cosworth DFV 3.0 L V8          | 250  |
| 21    | S 2.0     | 20 | Lambretta S.A.F.D.                                      | Pierre Yver Max Cohen-Olivar Michel Elkoubi                  | Lola T298                           | 248  |
| 21    | S 2.0     | 20 | Lambretta S.A.F.D.                                      | Pierre Yver Max Cohen-Olivar Michel Elkoubi                  | BMW M12 2.0 L I4                    | 248  |
| 22    | S 2.0     | 28 | Racing Organisation Course (ROC)                        | Bernard Verdier Albert Dufréne Noël del Bello                | Chevron B36                         | 239  |
| 22    | S 2.0     | 28 | Racing Organisation Course (ROC)                        | Bernard Verdier Albert Dufréne Noël del Bello                | ROC-Chrysler 2.0 L I4               | 239  |
| 23 NS | S 2.0     | 26 | Racing Organisation Course (ROC)                        | Michel Dubois Pierre-François Rousselot Marc Menant          | Chevron B36                         | 133  |
| 23 NS | S 2.0     | 26 | Racing Organisation Course (ROC)                        | Michel Dubois Pierre-François Rousselot Marc Menant          | ROC-Chrysler 2.0 L I4               | 133  |
| 24 NS | S +2.0    | 10 | Grand Touring Cars Ltd. Ford Concessionaires France     | Vern Schuppan Jean-Pierre Jaussaud David Hobbs               | Mirage M10                          | 121  |
| 24 NS | S +2.0    | 10 | Grand Touring Cars Ltd. Ford Concessionaires France     | Vern Schuppan Jean-Pierre Jaussaud David Hobbs               | Ford Cosworth DFV 3.0 L V8          | 121  |
| 25 NS | Gr.5 +2.0 | 35 | Carlo Pietromarchi                                      | Gianfranco Brancatelli Carlo Pietromarchi Maurizio Micangeli | De Tomaso Pantera                   | 108  |
| 25 NS | Gr.5 +2.0 | 35 | Carlo Pietromarchi                                      | Gianfranco Brancatelli Carlo Pietromarchi Maurizio Micangeli | Ford 351 5.8L V8                    | 108  |
| 26 NU | S +2.0    | 11 | Grand Touring Cars Inc. Ford Concessionaires France     | Derek Bell David Hobbs Vern Schuppan                         | Mirage M10                          | 262  |
| 26 NU | S +2.0    | 11 | Grand Touring Cars Inc. Ford Concessionaires France     | Derek Bell David Hobbs Vern Schuppan                         | Ford Cosworth DFV 3.0 L V8          | 262  |
| 27 NU | IMSA +2.5 | 62 | JMS Racing / Charles Pozzi                              | Jean-Claude Andruet Spartaco Dini                            | Ferrari 512BB/LM                    | 240  |
| 27 NU | IMSA +2.5 | 62 | JMS Racing / Charles Pozzi                              | Jean-Claude Andruet Spartaco Dini                            | Ferrari 4.9 L Flat-12               | 240  |
| 28 NU | S +2.0    | 14 | Essex Motorsport Porsche                                | Bob Wollek Hurley Haywood                                    | Porsche 936                         | 236  |
| 28 NU | S +2.0    | 14 | Essex Motorsport Porsche                                | Bob Wollek Hurley Haywood                                    | Porsche Type-935 2.1 L Turbo Flat-6 | 236  |
| 29 NU | IMSA +2.5 | 63 | JMS Racing / Charles Pozzi                              | Michel Leclère Claude Ballot-Léna Peter Gregg                | Ferrari 512BB/LM                    | 219  |
| 29 NU | IMSA +2.5 | 63 | JMS Racing / Charles Pozzi                              | Michel Leclère Claude Ballot-Léna Peter Gregg                | Ferrari 4.9 L Flat-12               | 219  |
| 30 NU | GTP 3.0   | 55 | Merlin Plage Jean Rondeau                               | Jean Rondeau Jacky Haran                                     | Rondeau M379                        | 207  |
| 30 NU | GTP 3.0   | 55 | Merlin Plage Jean Rondeau                               | Jean Rondeau Jacky Haran                                     | Ford Cosworth DFV 3.0 L V8          | 207  |
| 31 NU | Gr.5 +2.5 | 36 | Gelo Racing Sportswear Intl.                            | Manfred Schurti Hans Heyer                                   | Porsche 935                         | 201  |
| 31 NU | Gr.5 +2.5 | 36 | Gelo Racing Sportswear Intl.                            | Manfred Schurti Hans Heyer                                   | Porsche Type-935 3.0 L Turbo Flat-6 | 201  |
| 32 NU | S +2.0    | 12 | Essex Motorsport Porsche                                | Jacky Ickx Brian Redman Jürgen Barth                         | Porsche 936                         | 200  |
| 32 NU | S +2.0    | 12 | Essex Motorsport Porsche                                | Jacky Ickx Brian Redman Jürgen Barth                         | Porsche Type-935 2.1 L Turbo Flat-6 | 200  |
| 33 NU | Gr.5 +2.5 | 37 | Gelo Racing Sportswear Intl.                            | John Fitzpatrick Harald Grohs Jean-Louis Lafosse             | Porsche 935                         | 196  |
| 33 NU | Gr.5 +2.5 | 37 | Gelo Racing Sportswear Intl.                            | John Fitzpatrick Harald Grohs Jean-Louis Lafosse             | Porsche Type-935 3.0 L Turbo Flat-6 | 196  |
| 34 NU | S 2.0     | 25 | Jean-Marie Lemerle                                      | Alain Levié Jean-Pierre Malcher Jean-Marie Lemerle           | Lola T298                           | 189  |
| 34 NU | S 2.0     | 25 | Jean-Marie Lemerle                                      | Alain Levié Jean-Pierre Malcher Jean-Marie Lemerle           | ROC-Chrysler 2.0 L I4               | 189  |
| 35 NU | S 2.0     | 33 | Chevalley Racing Switzerland Racing Organisation Course | Marcel Tarres Alain Dechelette Charles Dechelette            | Chevron B36                         | 187  |
| 35 NU | S 2.0     | 33 | Chevalley Racing Switzerland Racing Organisation Course | Marcel Tarres Alain Dechelette Charles Dechelette            | ROC-Chrysler 2.0 L I4               | 187  |
| 36 NU | S 2.0     | 31 | Kores Racing – France Chauffage                         | Michel Lateste Dominique Lacaud Christian Heinkélé           | Lola T297                           | 182  |
| 36 NU | S 2.0     | 31 | Kores Racing – France Chauffage                         | Michel Lateste Dominique Lacaud Christian Heinkélé           | BMW M12 2.0 L I4                    | 182  |
| 37 NU | GT +3.0   | 87 | Christian Bussi                                         | Christian Bussi Bernard Salam                                | Porsche 934                         | 182  |
| 37 NU | GT +3.0   | 87 | Christian Bussi                                         | Christian Bussi Bernard Salam                                | Porsche 3.0 L Turbo Flat-6          | 182  |
| 38 NU | GTP +3.0  | 51 | WM A.E.R.E.M.                                           | Roger Dorchy Denis Morin                                     | WM P79                              | 157  |
| 38 NU | GTP +3.0  | 51 | WM A.E.R.E.M.                                           | Roger Dorchy Denis Morin                                     | Peugeot PRV 2.7 L Turbo V6          | 157  |
| 39 NU | IMSA +2.5 | 68 | Interscope Racing                                       | Ted Field Milt Minter John Morton                            | Porsche 935                         | 154  |
| 39 NU | IMSA +2.5 | 68 | Interscope Racing                                       | Ted Field Milt Minter John Morton                            | Porsche Type-935 3.0 L Turbo Flat-6 | 154  |
| 40 NU | S +2.0    | 3  | J.C. Racing Ltd.                                        | John Cooper Peter Lovett John Morrison                       | De Cadenet-Lola T380                | 146  |
| 40 NU | S +2.0    | 3  | J.C. Racing Ltd.                                        | John Cooper Peter Lovett John Morrison                       | Ford Cosworth DFV 3.0 L V8          | 146  |
| 41 NU | S 2.0     | 23 | Pronuptia                                               | Bruno Sotty Gérard Cuynet Marc Frischknecht                  | Lola T296                           | 134  |
| 41 NU | S 2.0     | 23 | Pronuptia                                               | Bruno Sotty Gérard Cuynet Marc Frischknecht                  | Ford Cosworth BDG 2.0 L I4          | 134  |
| 42 NU | S 2.0     | 32 | BP Racing / Hubert Striebig                             | Alain Cudini Hubert Striebig Hughes Kirschoffer              | Toj SC206                           | 121  |
| 42 NU | S 2.0     | 32 | BP Racing / Hubert Striebig                             | Alain Cudini Hubert Striebig Hughes Kirschoffer              | BMW M12 2.0L I4                     | 121  |
| 43 NU | S 2.0     | 27 | Racing Organisation Course (ROC)                        | Marc Sourd Florian Vetsch Roger Carmillet                    | Chevron B36                         | 92   |
| 43 NU | S 2.0     | 27 | Racing Organisation Course (ROC)                        | Marc Sourd Florian Vetsch Roger Carmillet                    | ROC-Chrysler 2.0 L I4               | 92   |
| 44 NU | S 2.0     | 17 | Cheetah Racing Cars                                     | Sandro Plastina Philippe Roux Mario Luini                    | Cheetah G601                        | 87   |
| 44 NU | S 2.0     | 17 | Cheetah Racing Cars                                     | Sandro Plastina Philippe Roux Mario Luini                    | BMW M12 2.0 L I4                    | 87   |
| 45 NU | GTP +3.0  | 53 | WM A.E.R.E.M.                                           | Michel Pignard Jacques Coulon Serge Saulnier                 | WM P79                              | 87   |
| 45 NU | GTP +3.0  | 53 | WM A.E.R.E.M.                                           | Michel Pignard Jacques Coulon Serge Saulnier                 | Peugeot PRV 2.7 L Turbo V6          | 87   |
| 46 NU | S 2.0     | 18 | Daniel Brillat Écurie Cedac Suisse                      | Daniel Brillat Jean-Pierre Aeschlimann                       | Cheetah G601                        | 80   |
| 46 NU | S 2.0     | 18 | Daniel Brillat Écurie Cedac Suisse                      | Daniel Brillat Jean-Pierre Aeschlimann                       | ROC-Chrysler 2.0 L I4               | 80   |
| 47 NU | IMSA +2.5 | 71 | Dick Barbour Racing                                     | Bob Akin Roy Woods Rob McFarland                             | Porsche 935                         | 78   |
| 47 NU | IMSA +2.5 | 71 | Dick Barbour Racing                                     | Bob Akin Roy Woods Rob McFarland                             | Porsche Type-935 3.0 L Turbo Flat-6 | 78   |
| 48 NU | S 2.0     | 22 | Georges Morand                                          | Eric Vuagnat Daniel Laurent Jacques Boillat                  | Lola T296                           | 76   |
| 48 NU | S 2.0     | 22 | Georges Morand                                          | Eric Vuagnat Daniel Laurent Jacques Boillat                  | Ford Cosworth BDG 2.0 L I4          | 76   |
| 49 NU | IMSA +2.5 | 74 | Jean-Pierre Jarier                                      | Jean-Pierre Jarier Randy Townsend Raymond Touroul            | Porsche 935                         | 65   |
| 49 NU | IMSA +2.5 | 74 | Jean-Pierre Jarier                                      | Jean-Pierre Jarier Randy Townsend Raymond Touroul            | Porsche Type-935 2.9 L Turbo Flat-6 | 65   |
| 50 NU | S +2.0    | 1  | Chevalley Racing Switzerland                            | Xavier Lapeyre André Chevalley Patrick Perrier               | Lola T286                           | 59   |
| 50 NU | S +2.0    | 1  | Chevalley Racing Switzerland                            | Xavier Lapeyre André Chevalley Patrick Perrier               | Ford Cosworth DFV 3.0 L V8          | 59   |
| 51 NU | IMSA +2.5 | 64 | North American Racing Team                              | Jean-Pierre Delaunay Cyril Grandet Preston Henn              | Ferrari 512BB/LM                    | 54   |
| 51 NU | IMSA +2.5 | 64 | North American Racing Team                              | Jean-Pierre Delaunay Cyril Grandet Preston Henn              | Ferrari 4.9 L Flat-12               | 54   |
| 52 NU | S +2.0    | 6  | Dome Co. Ltd.                                           | Chris Craft Gordon Spice Tony Trimmer                        | Dome Zero RL                        | 40   |
| 52 NU | S +2.0    | 6  | Dome Co. Ltd.                                           | Chris Craft Gordon Spice Tony Trimmer                        | Ford Cosworth DFV 3.0 L V8          | 40   |
| 53 NU | S +2.0    | 7  | Dome Co. Ltd.                                           | Bob Evans Tony Trimmer                                       | Dome Zero RL                        | 25   |
| 53 NU | S +2.0    | 7  | Dome Co. Ltd.                                           | Bob Evans Tony Trimmer                                       | Ford Cosworth DFV 3.0 L V8          | 25   |
| 54 NU | GTP +3.0  | 50 | Robin Hamilton                                          | Robin Hamilton Mike Salmon Dave Preece                       | Aston Martin DBS V8                 | 21   |
| 54 NU | GTP +3.0  | 50 | Robin Hamilton                                          | Robin Hamilton Mike Salmon Dave Preece                       | Aston Martin 5.3 L Turbo V8         | 21   |
| 55 NU | S +2.0    | 8  | Alain de Cadenet                                        | François Migault Alain de Cadenet                            | De Cadenet-Lola T380                | 10   |
| 55 NU | S +2.0    | 8  | Alain de Cadenet                                        | François Migault Alain de Cadenet                            | Ford Cosworth DFV 3.0 L V8          | 10   |